# Mediodactylus sagittifer
Espèce
Synonymes
- Gymnodactylus sagittifer Nikolsky, 1900
- Cyrtopodion sagittifer (Nikolsky, 1900)
- Mediodactylus sagittiferum (Nikolsky, 1900)
- Cyrtopodion dehakroense Masroor, 2009
- Mediodactylus dehakroense (Masroor, 2009)
- Mediodactylus dehakroensis (Masroor, 2009)

Statut de conservation UICN

 DD  : Données insuffisantes
Mediodactylus sagittifer est une espèce de geckos de la famille des Gekkonidae.

## Répartition
Cette espèce est endémique du Sud-Est de l'Iran.

## Publication originale
- Nikolsky, 1900  "1899" : Reptiles, amphibies et poissons, recueillis pendant le voyage de Mr. N. A. Zaroudny en 1898 dans la Perse. Annuaire Musée Zoologique de l'Académie Impériale des Sciences de Saint-Pétersbourg, vol. 4, p. 375-417.